# Asumiko Nakamura
Asumiko Nakamura (jap. 中村 明日美子 Nakamura Asumiko; geboren 5. Januar 19xx) ist eine japanische Manga-Zeichnerin.
Ihr Debüt als Manga-Zeichnerin gab sie Anfang der 2000er Jahre. Sie veröffentlichte zahlreiche Kurzgeschichten im alternativen Magazin Manga Erotics F.
Nakamura ist bekannt für ihre Boys-Love-Manga. Ihr wichtigstes Werk ist Dou Kyu Sei – Verliebt in meinen Mitschüler, das von 2006 bis 2007 in Einzelkapiteln im Magazin Opera und anschließend in einem Sammelband veröffentlicht wurde. Der Manga wurde 2016 als Anime-Film umgesetzt, der mehr als 200 Millionen Yen an den Kinokassen einspielte. Mehrere Spin-offs zu dem Manga folgten, darunter Sotsugyōsei und O.B.
Ihre Werke wurden ins Englische, Französische und Spanische übersetzt. Mit der Veröffentlichung von Dou Kyu Sei – Verliebt in meinen Mitschüler bei Manga Cult erschien ab August 2019 erstmals auch ein Manga der Künstlerin auf Deutsch.

## Werke (Auswahl)
- Copernicus no kokyū (コペルニクスの呼吸), 2002
- Toriniku Club (鶏肉倶楽部), 2002
- Dou Kyu Sei – Verliebt in meinen Mitschüler (同級生 Dōkyūsei), 2006–2007
- Sotsugyōsei (卒業生), 2008–2009
- Sora to Hara (空と原), 2009–2011
- Utsubora (ウツボラ), 2010–2012
- Sora & Hara (空と原 Sora to Hara), 2012
- O.B., 2012–2013
- Ano Hi, Seifuku de (あの日、制服で), 2015
- Kaori no keishō (薫りの継承), 2015
- Die Chroniken des Königreichs (王国物語 Ōkoku Monogatari), seit 2017